# Marc Ruland

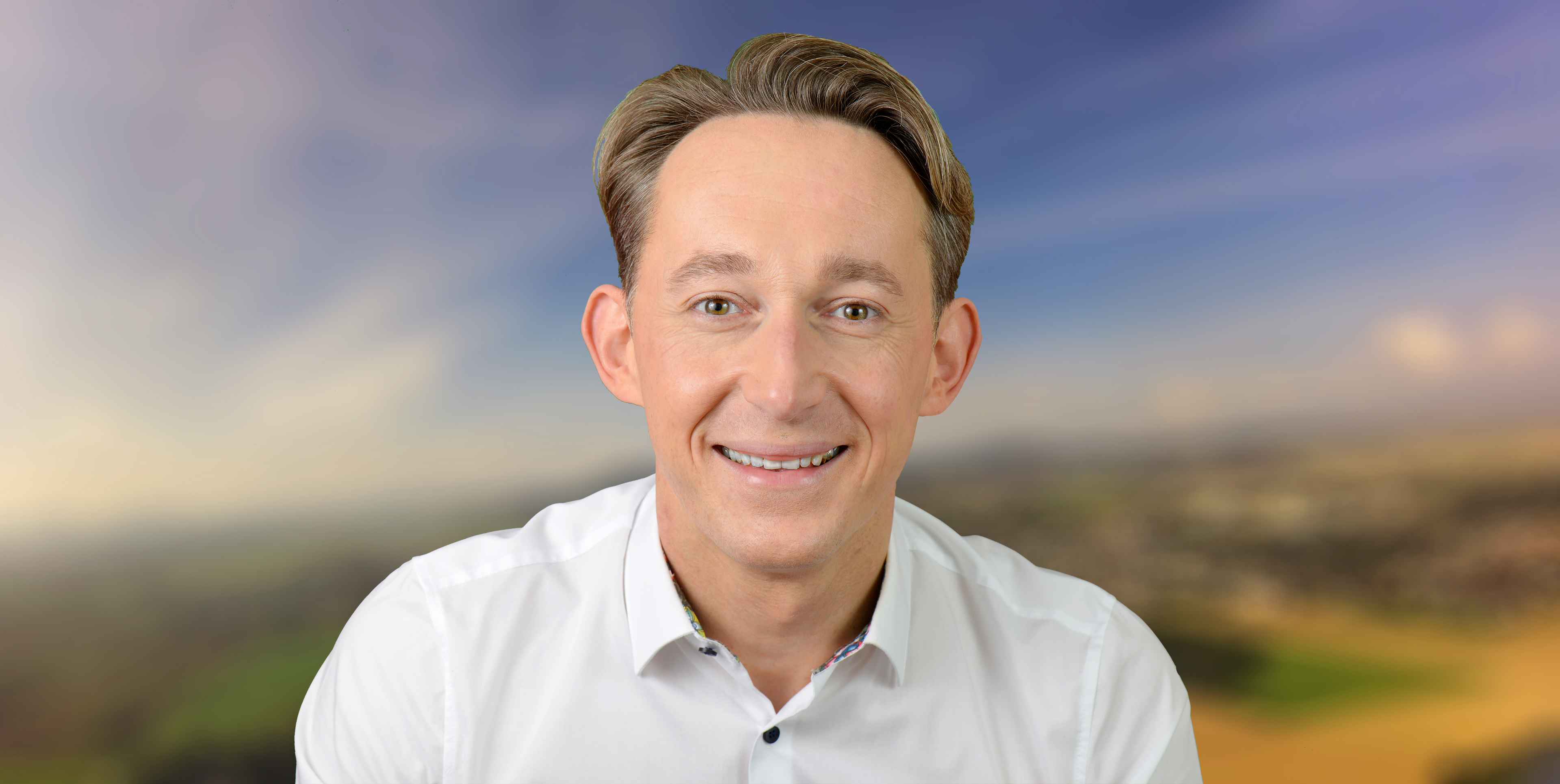
Marc Ruland, 2020

Marc Ruland (* 12. September 1981 in Andernach) ist ein deutscher Politiker (SPD). Von 2013 bis 2021 war er Mitglied des rheinland-pfälzischen Landtags. Seit Mai 2021 ist er Generalsekretär der SPD Rheinland-Pfalz.

## Leben und Beruf
Ruland besuchte ab 1987 die Grundschule Pfarrer-Bechtel in Mendig und von 1991 bis 2001 das Kurfürst-Salentin-Gymnasium in Andernach. Nach dem Abitur legte er seinen Zivildienst im Haus Hohenlinden in Remagen ab und studierte Rechtswissenschaften an der Universität Bonn, schloss dieses Studium jedoch nicht ab
Ruland ist römisch-katholisch, Mitglied der IG Metall und gehört unter anderem dem Freundeskreis der Benediktinerabtei Maria-Laach an.

## Politischer Werdegang
1999 trat er der SPD bei. Ruland war Vorsitzender der Jusos in Andernach (2002–2005) und im Landkreis Mayen-Koblenz (2004–2007), 2005 wurde er in den Juso-Landesvorstand von Rheinland-Pfalz gewählt. 2007 wurde er stellvertretender Vorsitzender der SPD in Andernach, deren Vorsitz er seit 2011 innehat. Seit 2009 ist er Mitglied im Landesparteirat. 2015 wurde Ruland Kreisvorsitzender der SPD Mayen-Koblenz.
2009 wurde er in den Stadtrat Andernach und den Kreistag des Landkreises Mayen-Koblenz gewählt. Seit 2011 war er stellvertretender Fraktionsvorsitzender im Stadtrat von Andernach, ehe er 2014 den dortigen Vorsitz übernahm.
Ab 2003 war Ruland Wahlkreisreferent verschiedener Abgeordneter, bis 2006 beim Landtagsabgeordneten Gernot Mittler, danach bis 2009 beim Landtagsabgeordneten Clemens Hoch, schließlich bis 2013 bei der Bundestagsabgeordneten Andrea Nahles.
Am 17. Januar 2013 rückte er für Clemens Hoch in den Landtag nach, da dieser in die Staatskanzlei Rheinland-Pfalz wechselte. Nach der Landtagswahl 2016, bei der Ruland zunächst nicht wiedergewählt worden war, rückte er bereits zur konstituierenden Sitzung am 18. Mai 2016 wiederum für Hoch nach. Im Landtag gehörte er dem Ausschuss für Bildung, Recht und Verbraucherschutz als ordentliches Mitglied an. Stellvertretendes Mitglied war er in der Landesdatenschutzkommission und im Richterwahlausschuss. Sein Wahlkreisbüro befand sich im Werner-Klein-Haus in Andernach. Nach der Landtagswahl 2021 schied Ruland aus dem Landtag aus.
Beim Landesparteitag am 6. Mai 2021, der aufgrund der COVID-19-Pandemie digital stattfand, wurde Ruland mit 74 Prozent der Delegiertenstimmen zum Generalsekretär der SPD Rheinland-Pfalz gewählt. Bei der anschließenden Briefwahl erhielt Ruland 81,0 Prozent der Stimmen. Am 12. August 2025 gab die SPD Rheinland-Pfalz bekannt, dass Ruland auf dem Parteitag am 23. August nicht mehr als Generalsekretär kandidiert.